# Нижняя Штирия

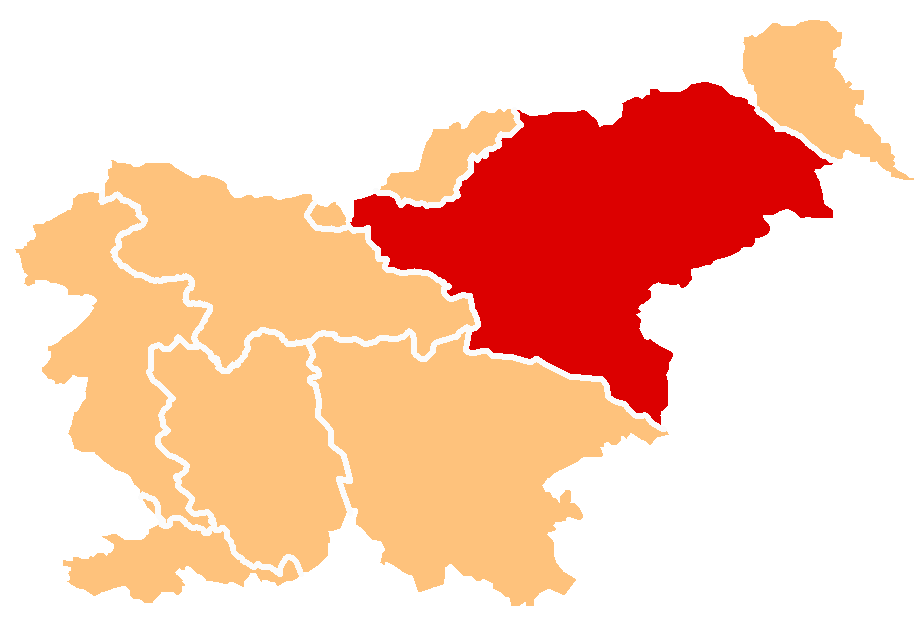
Нижняя Штирия на карте Словении

Нижняя Штирия (словен. Spodnja Štajerska; нем. Untersteiermark) — историческая область в Центральной Европе, охватывающая южную треть бывшего герцогства Штирия, в настоящее время входит в состав Словении. Штирия была разделена в 1918 г. по результатам Первой мировой войны, когда было образовано Королевство сербов, хорватов и словенцев, получившее по Сен-Жерменскому договору населённую по преимуществу словенцами Нижнюю Штирию, которая ранее входила в состав Австро-Венгерской монархии.
В период Второй мировой войны в 1941—1945 гг. входила в Третий рейх в составе рейхсгау Штирия.
После провозглашения независимости Словении в 1991 г. Нижняя Штирия является одним из исторических регионов этого государства, хотя и не имеет единой административной структуры.
Региональный центр Нижней Штирии — город Марибор. Помимо него, крупными городами являются Целе и Птуй.